# إيلينا ماريا فيدال
إيلينا ماريا فيدال (بالإنجليزية: Elena Maria Vidal)‏ (1962)؛ روائية أمريكية.